# Blágnýpa
Blágnýpa är ett berg i republiken Island. Det ligger i regionen Norðurland vestra, i den centrala delen av landet, 140 km öster om huvudstaden Reykjavík. Toppen på Blágnýpa är 1 076 meter över havet, eller 130 meter över den omgivande terrängen. Bredden vid basen är 2,4 km.
Trakten runt Blágnýpa är nära nog obefolkad, med mindre än två invånare per kvadratkilometer. Det finns inga samhällen i närheten. Trakten runt Blágnýpa består i huvudsak av gräsmarker.